# Nagyigmánd
Nagyigmánd es un pueblo húngaro perteneciente al distrito de Komárom, condado de Komárom-Esztergom.

## Superficie
Cuenta con una superficie de 51,35 km².

## Demografía
Hasta 2024 la población era de 2696 habitantes, con una densidad de población de 52,50 hab/km².
| Gráfica de evolución demográfica de Nagyigmánd entre 2020 y 2024 |
|                                                                  |
| Datos según la Oficina Central de Estadística de Hungría.        |